# Avion bombardier d'eau
Pour les articles homonymes, voir ABE.
 (mai 2019).
Si vous disposez d'ouvrages ou d'articles de référence ou si vous connaissez des sites web de qualité traitant du thème abordé ici, merci de compléter l'article en donnant les références utiles à sa vérifiabilité et en les liant à la section « Notes et références ».

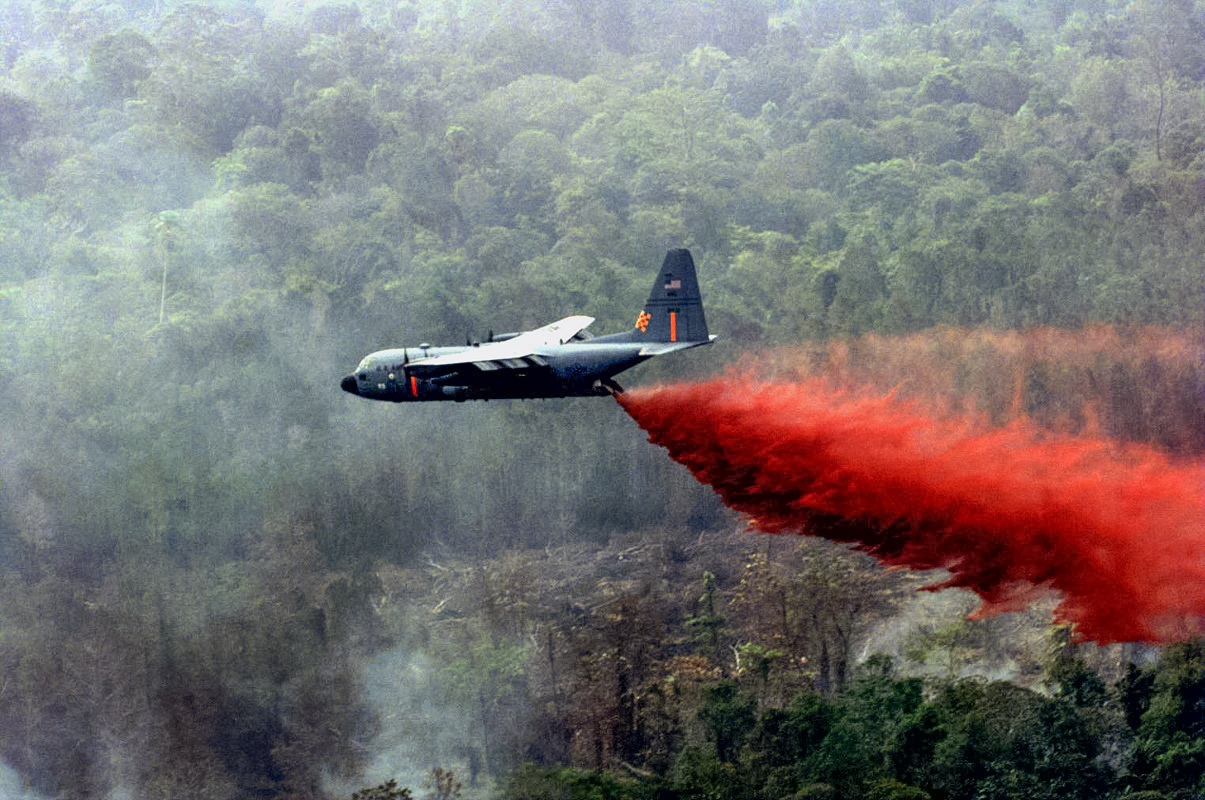
Hercules C-130 de la Garde nationale des États-Unis effectuant un largage de retardant en Californie (1997).

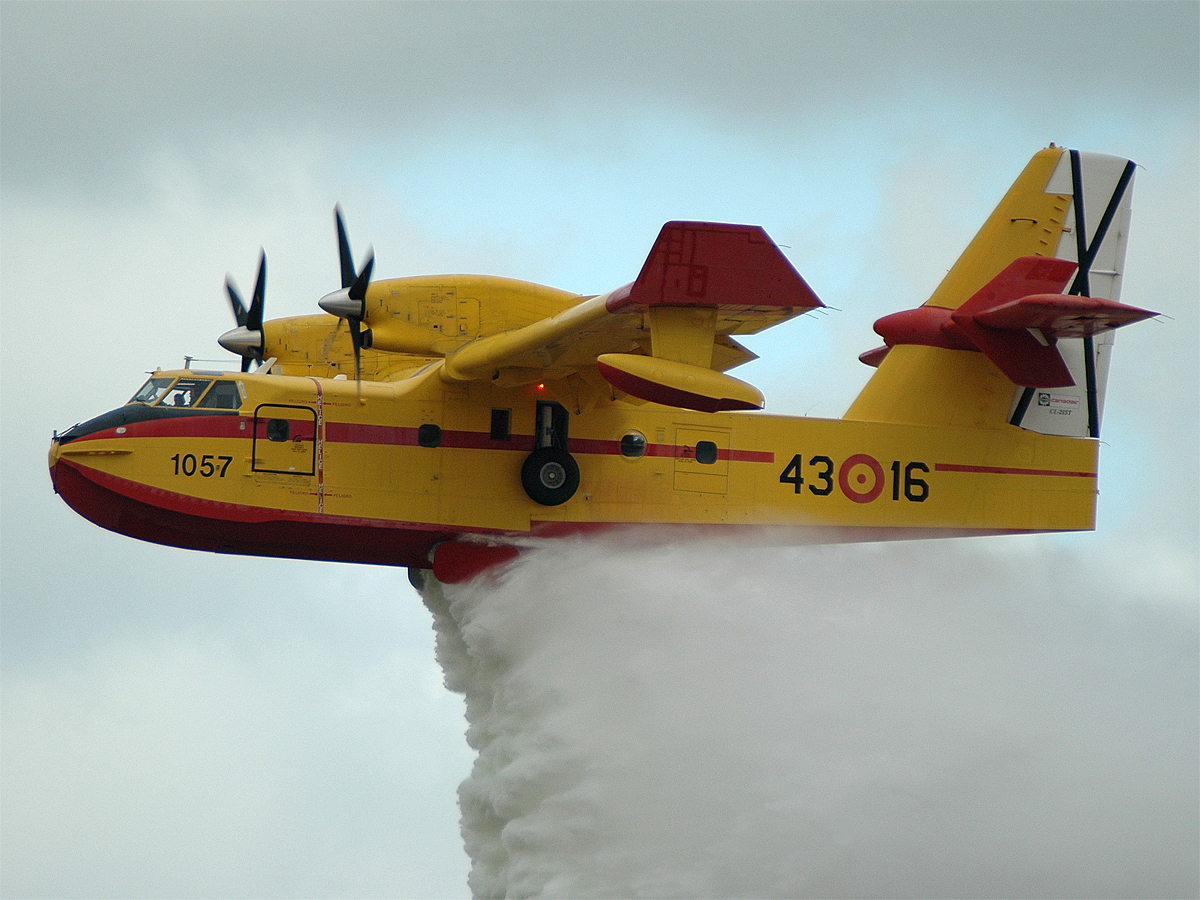
Canadair CL-215T de la force aérienne espagnole en mai 2005.

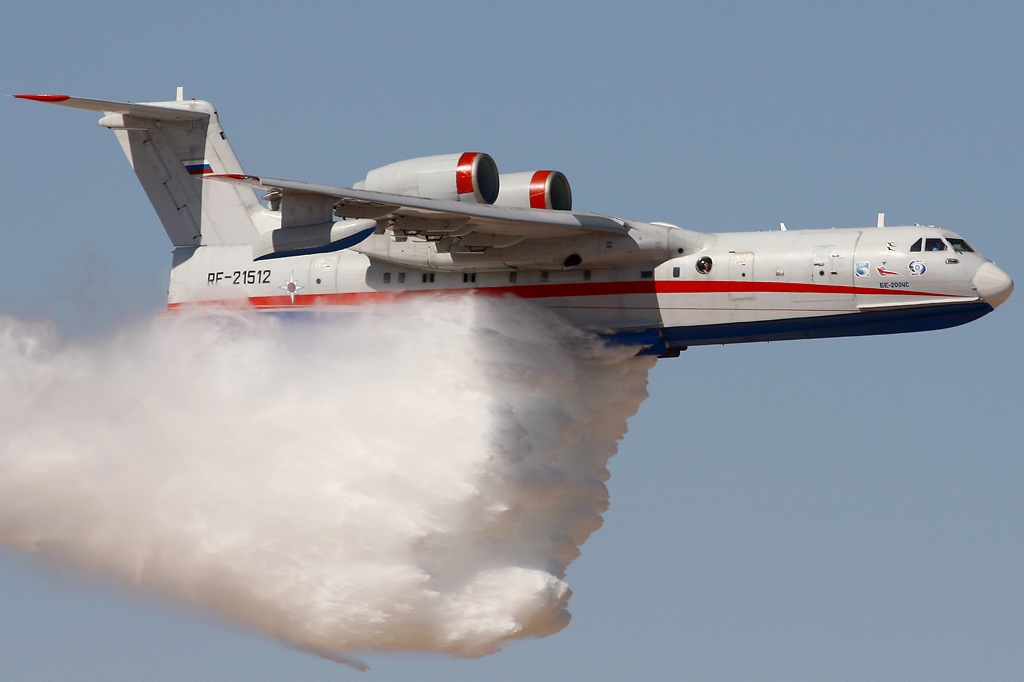
Beriev Be-200 en démonstration en janvier 2007 aux Émirats arabes unis.

Un avion bombardier d'eau (ABE) est un avion utilisé pour la lutte contre les feux de forêt.

## Missions des avions bombardiers d'eau
L'avion bombardier d'eau (ABE) peut larguer de l'eau, simple ou additionnée de « retardant », un produit coloré (rouge) qui revêt la végétation d'une pellicule ignifuge (le retardant est une combinaison de sel ignifugeant -du phosphate d'ammonium, plus précisément-, d'épaississant -de la gomme ou de l'argile-, de quelques composants de moindre importance et de l'oxyde de fer qui agit en fait comme colorant) . Par météo défavorable (température ambiante élevée, vitesse du vent supérieure à 20 nœuds, teneur en eau du sol inférieure à 30 millimètres), très souvent présente en saison estivale, quelquefois dès le printemps ou prolongée en automne, les ABE peuvent exercer une veille aérienne, soutes pleines, à titre préventif.

## Contraintes
Les avions bombardiers d'eau sont soumis à des contraintes très importantes :
- ils doivent larguer au plus près du feu et doivent pour ce faire voler à basse altitude dans des reliefs souvent tourmentés (entraînant des changements de direction et d'altitude importants), avec des turbulences atmosphériques générées par les incendies et souvent des vents forts (puisqu'on les envoie en priorité sur les feux à propagation rapide, donc avec un vent important) ;
- le largage lui-même provoque des contraintes importantes, notamment en raison du changement de masse rapide et important de l'aéronef (un Canadair CL-415 largue par exemple en 1,2 seconde ses 6 tonnes d'eau, pour un poids à vide de moins de 13 tonnes).

Les ABE sont donc soumis à des difficultés de pilotage et à des contraintes énormes, ce qui explique la fréquence des accidents, et notamment de ruptures en vol (en particulier rupture par fatigue).

## Modèles d'avions bombardiers d'eau
Les premiers bombardiers d'eau ont été les Catalina ; ces appareils étaient au départ des hydravions bombardiers-patrouilleurs militaires créés au milieu des années 1930, pour la lutte anti-sous-marine, les patrouilles côtières et le sauvetage maritime. Produits par le constructeur Consolidated, puis Convair, certains d'entre eux furent transformés en bombardiers d'eau après la Seconde Guerre mondiale. Puis, la société Canadian Vickers (devenue Canadair) les reconditionna en modèle 28-5, relancé pour servir l'ARC puis pour cet usage spécifique. Ce sont les précurseurs du Canadair CL-215 qui, lui, est conçu spécifiquement pour être utilisé comme bombardier d'eau.
Les ABE les plus connus sont ceux de la marque Canadair (constructeur Bombardier) . Ce sont des hydravions qui remplissent leurs soutes en vol rasant sur les plans d'eau. Deux modèles sont en service, le CL-215 puis le CL-415 ; le CL-415 emporte 6 100 litres.

### Modèles d'avions bombardiers d'eau

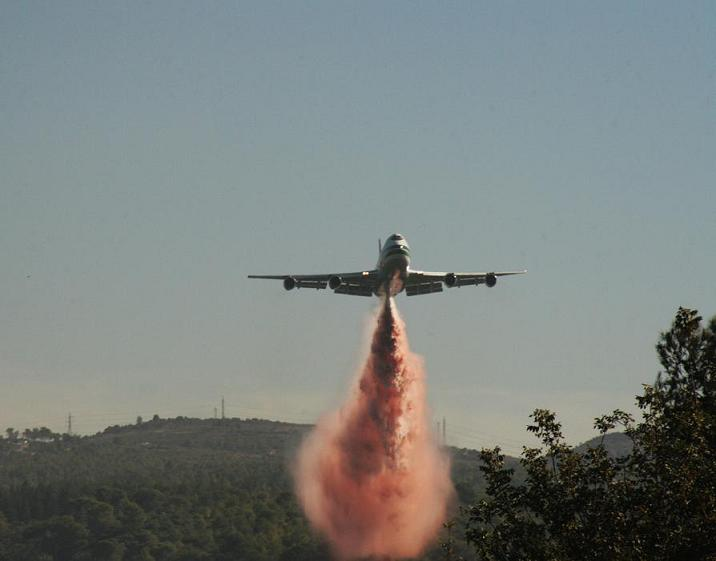
Le Boeing 747 Supertanker N479EV en action lors de l'incendie du Carmel de 2010. Il s'agit du plus grand bombardier d'eau au monde.
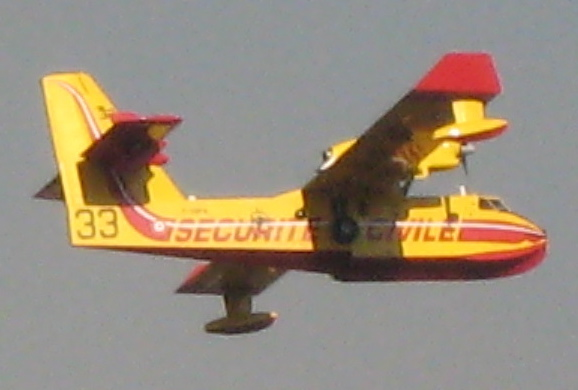
Un canadair français, modèle Canadair CL-415 en mission
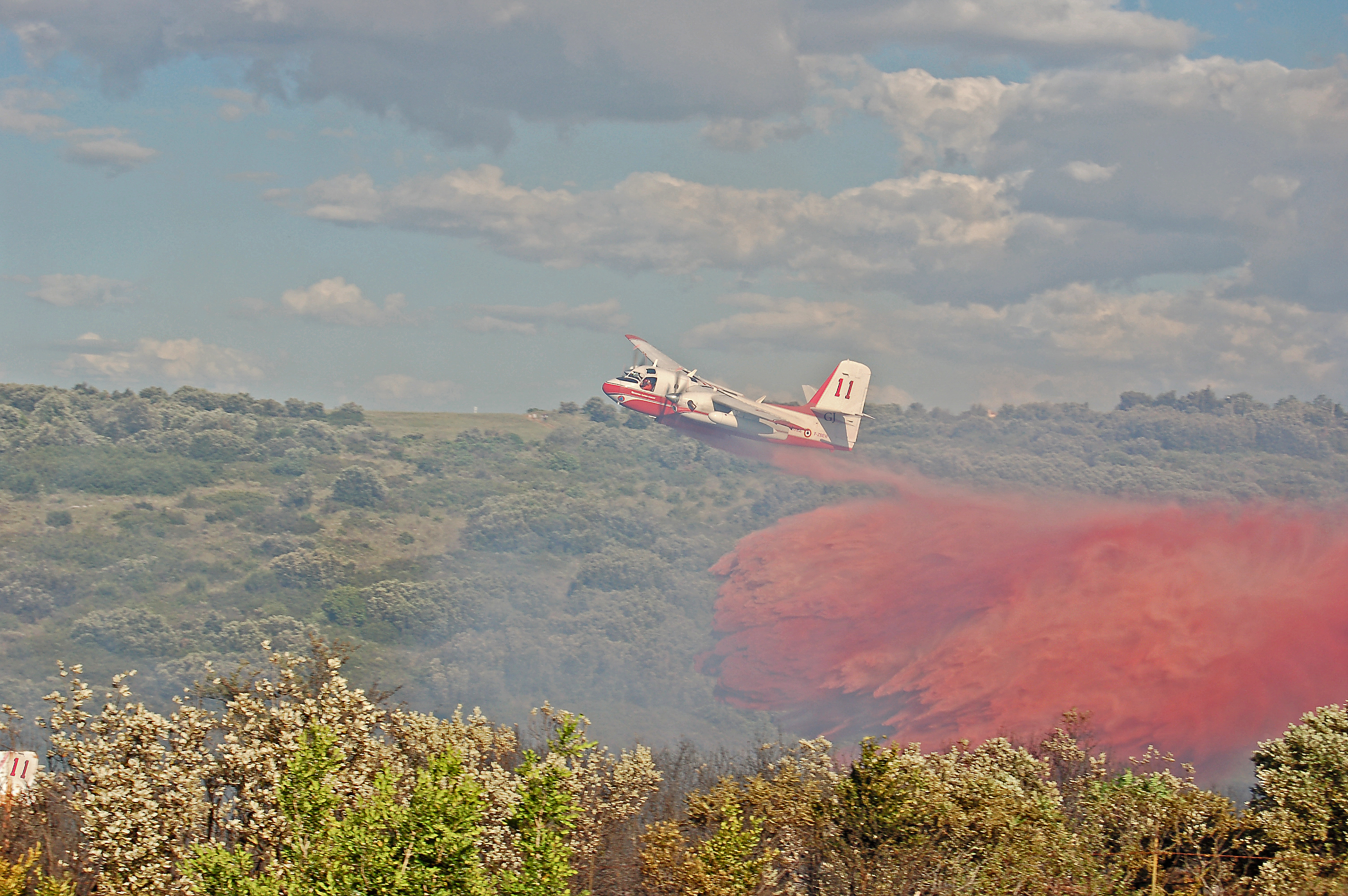
Tracker S2F larguant un retardant sur le Camp des Garrigues en 2006

| Constructeur et modèle                            | Pays d’origine | Capacité (L)                         | Appareils produits | Appareils en service   | Hydravion |
| ------------------------------------------------- | -------------- | ------------------------------------ | ------------------ | ---------------------- | --------- |
| Air Tractor AT-802F                               | États-Unis     | +03 050, (maximum)                   |                    | 150 (minimum, en 2024) | X         |
| AN-32P « Firekiller »                             | Ukraine        | +08 000,                             |                    |                        |           |
| BAe 146                                           | Royaume-Uni    | +11 000,                             | 1 (en 2012)        | 1                      |           |
| Beriev Be-200                                     | Russie         | +11 800,                             | 17                 | 10                     | X         |
| Bombardier Dash8-Q400 MR ou MRE                   | Canada         | +09 800,                             | 1258 (en 2019)     |                        |           |
| Canadair CL-215                                   | Canada         | +04 900,                             | 127                | 64 (en 2011)           | X         |
| Canadair CL-415                                   | Canada         | +06 140,                             | 79 (en 2012)       |                        | X         |
| Canadair DHC-515                                  | Canada         | +07 000,                             | 22 (en projet)     |                        | X         |
| Consolidated PBY Catalina                         | États-Unis     | +03 800, (5 700 pour le Super model) |                    | 0                      | X         |
| Douglas DC-4                                      | États-Unis     |                                      |                    | 0                      |           |
| Douglas DC-6                                      | États-Unis     | +12 000,                             | 702                | 0                      |           |
| Douglas DC-7                                      | États-Unis     | +11 000,                             | 338                | 0                      |           |
| Boeing 747 Supertanker                            | États-Unis     | +77 600,                             | 3                  | 1 (en 2017)            |           |
| Fokker F27                                        | Pays-Bas       | +06 800,                             |                    |                        |           |
| Grumman S-2 Tracker                               | États-Unis     | +04 500,                             |                    |                        |           |
| Harbin SH-5                                       | Chine          | +10 000,                             | 8                  | 1 (en 1988)            | X         |
| Iliouchine Il-76 « Desastres »                    | Russie         | +43 230,                             |                    |                        |           |
| Lockheed C-130 Hercules                           | États-Unis     | +13 627,                             |                    |                        |           |
| Lockheed P-2 Neptune                              | États-Unis     | +08 940,                             |                    |                        |           |
| Lockheed P-3 Orion                                | États-Unis     | +11 000,                             |                    | 8 (États-Unis)         |           |
| Martin Mars                                       | États-Unis     | +27 000,                             | 7                  | 2 (Canada)             | X         |
| McDonnell Douglas DC-10 Air Tanker « Air Tanker » | États-Unis     | +45 000,                             | 2 (+8 en projet)   | 2 (États-Unis)         |           |
| McDonnell Douglas MD-87                           | États-Unis     | +11 000,                             | 5 (2 en projet)    | 5 en 2018              |           |
| Pilatus PC-6 Turbo-Porter                         | Suisse         | +01 000,                             | -                  | 2 (États-Unis)         |           |
| PZL-Mielec M-18 Dromader                          | Pologne        | +02 200,                             |                    |                        |           |
| ShinMaywa US-2                                    | Japon          | +15 000,                             | 4                  | 4 (Japon)              | X         |
| Tracker S-2FT                                     | États-Unis     | +03 409,                             |                    |                        |           |
| AG600M                                            | Chine          | +12 000,                             |                    |                        | X         |

### Projets
Airbus CASA C-295
Airbus dispose depuis 2013 d'un prototype de CASA C-295W en configuration de bombardier d'eau auquel la France s'intéresse pour le renouvellement de sa flotte, prévoyant un financement dans ce sens à partir de 2017.
Airbus A319
En 2024, la compagnie américaine Neptune Aviation Services (aéroport international de Missoula) a déclaré qu'à partir de la saison 2027, elle exploitera l'A319 converti. La compagnie apprécie tant la capacité (1,5 fois plus de retardant à transporter) que l'avionique plus avancée, en comparaison du BAe 146-200 qui est actuellement exploité. La conversion sera effectuée à Toulouse, au sein de l'entreprise Aerotec et Concept.
Airbus A400M
En 2021, Airbus commença, en collaboration avec la division aéronautique d'Akka Technologies, à étudier un usage particulier de l'A400M, en tant que bombardier d'eau. La solution retenue est l'installation d'un kit, ne nécessitant aucune modification de l'appareil. Il s'agit d'une citerne que l'on fait glisser dans la soute de l'avion (roll on/roll off) dans laquelle on l'arrime et qui peut-être rapidement installée, deux tuyaux courant le long de la rampe permettent le largage de l'eau.
Grâce à cette configuration, un A400M peut transporter au moins 10 tonnes d'eau à larguer (contre 6 pour un Canadair). À la différence d'autres appareils actuellement en usage, il pourra atterrir même sur la plage pour se ravitailler en eau, ce qui ne durerait que 5 à 10 minutes. En juillet 2022 en Espagne, avec ce kit, Airbus réussit à larguer jusqu'à 20 tonnes d'eau en 10 secondes à une altitude de 45 mètres et une vitesse de 230 km/h. Les vols d'essai doivent se poursuivre, notamment de nuit, afin de confirmer la sécurité de ce type de mission. Si tous les résultats sont favorables, cette configuration sera opérationnelle à l'été 2023.
Roadfour Seagle
La start-up belge Roadfour développe un projet d'avion bombardier d'eau nommé Seagle, qui aura – s'il voit le jour – une capacité de 12 500 litres d'eau, et sera produit entièrement en Europe.
Autres
Enfin, des constructeurs travaillent sur un mini bombardier d'eau (UBE), d'une capacité d'environ 250 litres.

## En France
En France, les avions bombardier d'eau effectuent deux types de missions :
- veille aérienne préventive, soutes pleines[18], on parle alors de « guet aérien armé » ou « GAAR » (mission principale des Bombardier Dash 8-Q-400 MR).
- attaque curative (mission principalement effectuée par les Canadair CL-415, mais aussi par les Bombardier Dash 8-Q-400 MR).

En mission de GAAR, l'ABE suit un circuit préétabli, survolant les zones à risque, pour surveiller tout signe d'apparition ou de développement d'un incendie. S'il en détecte un (flamme ou fumée, annonciateurs avec probabilité élevée d'un feu naissant), il informe son COZ de rattachement et il effectue un largage, dont le but est d'essayer de « tuer » le feu avant son extension. Il a donc un double rôle de détection et d'action significative à délai minimum contre les éclosions.
Durant leur parcours les avions du GAAR peuvent être appelés à traiter des feux récemment établis :
- qui auraient échappé à la vigilance d'un aéronef précédent, ou qui se seraient développés après son largage,
- situés sur un front difficilement accessible, non encore traité par les autres ABE,
- en protection d'une zone répertoriée (lotissement, camping, centre de vacances...) ou d'une équipe au sol menacée d'encerclement par les flammes (les hommes se réfugiant dans leurs camions-citernes forestiers).

## Filmographie
- Always de Steven Spielberg, 1989
- Pompiers du Ciel, DVD documentaire d'Alain Maire, Viva Productions/Altipresse, 2005